# 張文齡
张文龄（？—1730年），字可庭，河南西华人。

## 生平
父宠爱小妾，憎其母，文龄却诚信孝敬其父，抚养庶出的弟弟，连庶弟都被他感动，其父却未醒悟，反而将他赶出家门。文龄号泣，却从未职责其父之过。他通过庶弟，想献给父亲礼物却未成，只能远望哭泣，见此情景者无不感动。雍正五年（1727年），成进士，其父以之为荣，态度方才稍改。雍正八年（1730年），就职吏部，同年在京师地震中遇难。以孝行入《清史稿》之孝义传。

## 延伸阅读
[在维基数据编辑]
 《清史稿/卷498》，出自趙爾巽《清史稿》